# インテック本社前停留場
インテック本社前停留場（インテックほんしゃまえていりゅうじょう）は、富山県富山市牛島新町にある、富山地方鉄道富山港線の停留場である。駅番号はC27。

## 歴史
富山港線の富山ライトレールへの経営移管にあたっては、当初より複数の新駅を設置することが計画されていたが、富山市と富山ライトレールは2004年（平成16年）6月11日に富山市と富山ライトレールは富山市牛島新町附近に停留場を新設する方針を固め、その旨を国土交通省へ申請し、2005年（平成17年）2月18日にその認可を受けたので、2006年（平成18年）4月29日の富山ライトレール富山港線の開業と共に当停留場が新設された。当停留場を含む新駅等の開業によりそれまで富山港線の駅間距離は平均888メートルであったが、富山ライトレールへの移管開業後は546メートルとなり、土居靖範（立命館大学教授）はこれを「利用者が駅に一層アクセスしやすくなる」施策と評価している。
富山市は併用軌道区間であって交通量が多く、ダイヤが乱れる要因となっている当停留場 - 奥田中学校前駅間の一部複線化（当停留場 - 八田橋間）や同区間における永楽町停留場の新設を決定し、国土交通省はこれらの事業を2015年（平成27年）12月7日付を以て認定し、富山市等に対してその特許を与えている。停留場の新設については、龍谷富山高校前（永楽町）停留場として2021年（令和3年）3月21日に開業している。

### 年表
- 2003年（平成15年）7月27日：富山市議会建設委員会における富山港線の路面電車化に係る報告において600m毎に新駅を設置する計画が発表される[2]。
- 2004年（平成16年）6月11日：富山市と富山ライトレールが牛島新町を含む4箇所に駅及び停留場を新設する方針を固める[3]。
- 2005年（平成17年）
  - 2月18日：国土交通省が富山ライトレールに対し新停留場設置等を含む事業計画を認可する[4]。
  - 10月3日：富山ライトレールが富山駅 - 下奥井駅間に新設する停留場等の命名権を1,500万円にて販売することを発表する[11]。
  - 12月2日：富山ライトレールが当停留場の名称をインテック本社前停留場と決定した旨を発表する[12][13][14]。インテックからの申込を受け、学識者や地元代表者から成る新電停名称選定委員会の検討を経て決定された[12][13][14]。
- 2006年（平成18年）4月29日：富山ライトレール富山港線の停留場として開業する[5]。
- 2007年（平成19年）9月18日：富山市議会建設常任委員会において富山市が当停留場 - 奥田中学校前駅間に新設する停留場について設置場所を八田橋と永楽町交叉点の間とすることを表明する[15]。
- 2015年（平成27年）
  - 7月28日：富山市等が国土交通省鉄道局に対し富山駅北停留場 - 奥田中学校前駅間における一部区間の複線化及び同区間における永楽町停留場の新設並びに富山駅北停留場 - 奥田中学校前駅間を富山市が上下分離として保有する等の事業につき申請を行う[16][17]。
  - 12月7日：国土交通省鉄道局が富山駅北停留場 - 奥田中学校前駅間における一部区間の複線化及び同区間における永楽町停留場の新設並びに富山駅北停留場 - 奥田中学校前駅間を富山市が上下分離として保有する等の事業を認定する[18][8][9]。
- 2020年（令和2年）2月22日：富山ライトレールが富山地方鉄道に吸収合併されることに伴い、富山地方鉄道の停留所となる[19][20]。

## 停留場構造
相対式ホーム2面1線を有する停留場である。
ホームは低床ホームとなっており、旅客上屋等の設備が設けられている。富山ライトレール富山港線の各駅及び各停留場においては、各電停の旅客上屋壁面を「個性化壁」と称して駅及び停留場周辺の文化や歴史を伝える意匠を施しているが、当停留場においては上野博之がデザインを手がけ、富岩運河環水公園がモチーフとなったイメージグラフィックが掲出されている。当停留場における個性化壁の協賛企業は、富山第一銀行である。

### のりば
| のりば | 路線      | 方向 | 行先       |
| ------ | --------- | ---- | ---------- |
| 1      | ■富山港線 | 下り | 岩瀬浜方面 |
| 2      | ■富山港線 | 上り | 富山駅方面 |

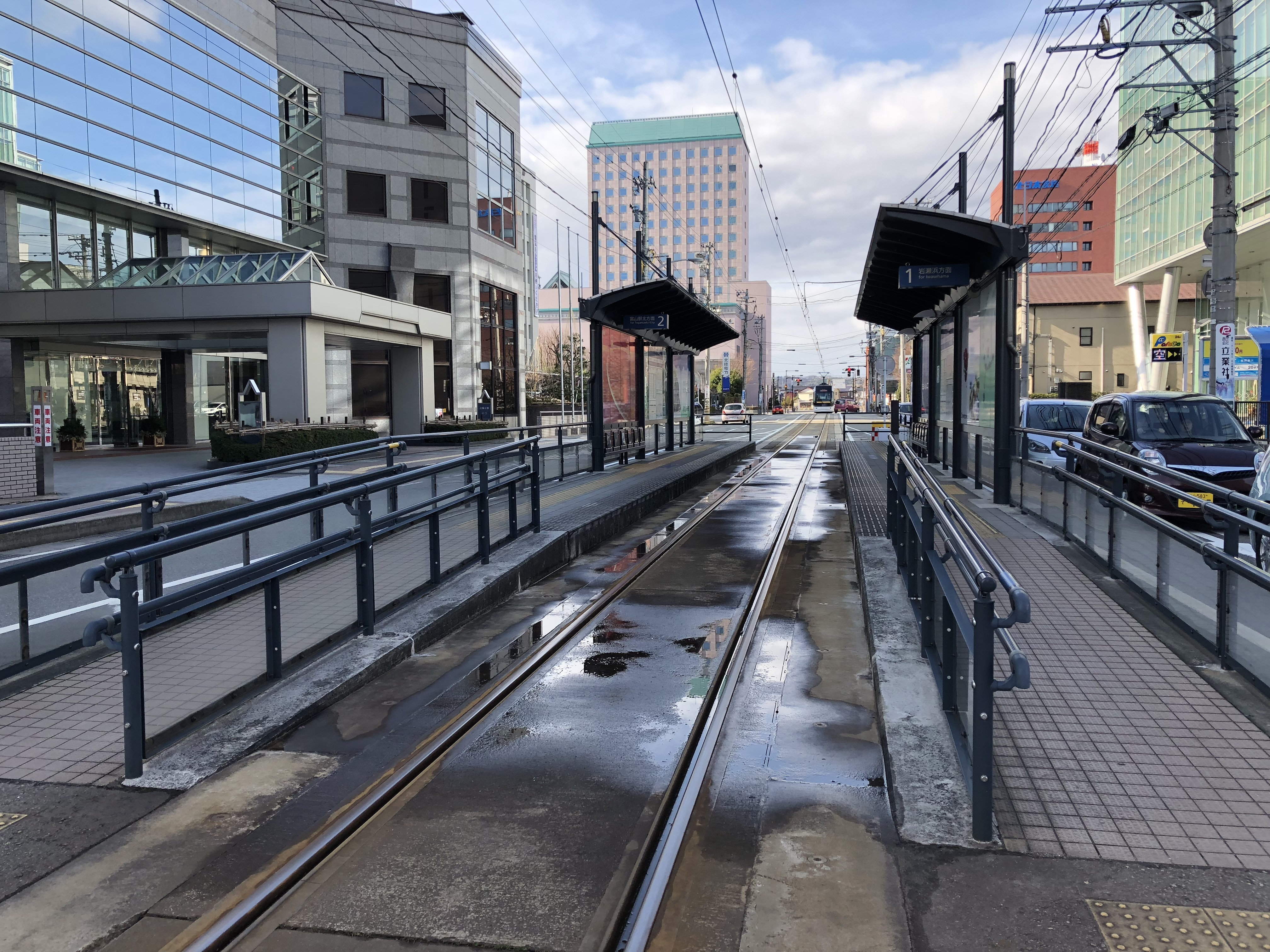
ホーム（2018年1月）

## 利用状況
近年の1日平均乗降人員は以下の通り。
| 年度   | 1日平均 乗降人員 |
| ------ | ---------------- |
| 2013年 | 150              |
| 2014年 | 162              |
| 2015年 | 260              |
| 2016年 | 393              |
| 2017年 | 351              |
| 2018年 | 360              |

## 停留場周辺
- タワー111
  - インテック本社
  - 国際連合環境計画（UNEP）北西太平洋地域海行動計画地域調整部富山事務所
- 旧・富山クリエイティブ専門学校
- 北陸電力本店ビル
- 龍谷富山高等学校
- ハローワーク富山
- 北日本放送（KNB）本社
- オークスカナルパークホテル富山
- 富山市芸術文化ホール（オーバード・ホール）
- 県営富山武道館
- とやま自遊館
- ボルファートとやま
- 富山県民共生センター
- 富山市総合体育館
- 富岩運河環水公園
- 富山地方法務局
- 樂翠亭美術館

## 隣の停留場
富山地方鉄道
■富山港線
富山駅停留場 (C15) - オークスカナルパークホテル富山前停留場 (C26)（岩瀬浜方面のみ停車） - インテック本社前停留場 (C27) - 龍谷富山高校前（永楽町）停留場 (C28)
- 2020年3月21日までは富山駅停留場の代わりに富山駅北停留場が存在した。